# Bucchigiri?!
Bucchigiri?! (ぶっちぎり?! Butchigiri?!?) es una serie de televisión de anime original japonesa producida por el estudio MAPPA.
Se emitió de enero a abril de 2024, con un total de 12 episodios.

## Sinopsis
Después de que Arajin Tomoshibi regresa a su ciudad natal y se reúne con su amigo de la infancia Matakara Asamine, se involucran en las peleas entre sus pandillas y conoce al genio Senya.

## Personajes

### Personajes principales
Arajin Tomoshibi (灯 荒仁 Tomoshibi Arajin?)
 Seiyū: Genki Ōkawa, Erick Padilla (español latino)

### Minato Kai
Matakara Asamine (浅観音 真宝 Asamine Matakara?)
 Seiyū: Yūsuke Hoshino, David Ramos (español latino)
Zabu (座布?)
 Seiyū: Yukihiro Nozuyama, Axl Rodríguez (español latino)
Kenichiro (拳一郎 Kenichirō?)
 Seiyū: Jirō Saitō, Salvador Reyes (español latino)
Komao (駒男?)
 Seiyū: Kappei Yamaguchi, André Vázquez (español latino)

### Siguma Squad
Outa (王太 Ōta?)
 Seiyū: Ryōta Takeuchi, Javi Sánchez (español latino)
Jabashiri (蛇走?)
 Seiyū: Makoto Furukawa, Uraz Huerta (español latino)
Marito (摩利人?)
 Seiyū: Nozomu Sasaki, Óscar López (español latino)
Hagure (刃暮?)
 Seiyū: Shōta Hayama, Alan Fernando Velázquez (español latino)

### NG Boys
Akutaro (阿久太郎 Akutarō?)
 Seiyū: Chihiro Suzuki, Noé Velázquez (español latino)

### Otros personajes
Senya (千夜?)
 Seiyū: Masafumi Kobatake, Jaime Collepardo (español latino)
Mahoro (まほろ?)
 Seiyū: Anna Nagase, Montserrat Aguilar (español latino)

## Producción y lanzamiento
La serie se anunció en el MAPPA Stage 2023 el 21 de mayo de 2023. Está animada por MAPPA, dirigida por Hiroko Utsumi y escrita por Taku Kishimoto, con Michiru Ōshima componiendo la música y Takahiro Kagami diseñando los personajes. Se estrenó el 13 de enero de 2024 en TV Tokyo y otras cadenas. El tema de apertura es «Sesame», interpretado por Kroi, mientras que el tema de cierre es «Love Je t'aime» (らぶじゅてーむ?), interpretado por Mahiru Coda. Además, KDH y Novel Core interpretan el tema del Equipo Minato Kai, «Sutegoro» (ステゴロ?), Ballistik Boyz from Exile Tribe interpretan el tema del Equipo Siguma Squad, «God Mode», y Da Pump interpreta el tema del Equipo NG Boys, «E-NERGY BOYS». Crunchyroll transmitió la serie fuera de Asia.
El 13 de diciembre de 2023, Crunchyroll anunció que la serie había recibido un doblaje en español latino, la cual se estrenó el 3 de febrero.